# Gasteracantha cancriformis
La araña panadera (Gasteracantha cancriformis), también conocida como araña soldado, araña tejedora espinosa o araña joya, es una especie de araña araneomorfa de la familia Araneidae endémica de América, cuya tela presenta estabilimentos discontinuos en los bordes.

## Características
La hembra tiene un abdomen ancho y con 6 espinas, por lo general colocadas dos hacia cada lado y otras dos hacia atrás. El color de los individuos puede variar entre amarillo, blanco, anaranjado y rojo (también hay de color negro). Estos colores son acompañados de una serie de manchas negras en toda la superficie. El macho es de menor tamaño, con espinas menos acentuadas que la hembra y no posee una coloración muy marcada, además de esto, normalmente defeca de color verde [cita requerida].

## Hábitat
En los bosques, frecuentemente en lugares abiertos con vegetación baja. En la ciudad se encuentra principalmente y orillas de carreteras.
Es muy abundante en América Central y el Caribe, tiene presencia en México, República Dominicana y algunos poblados de Cuba y Colombia [cita requerida].

## Reproducción
La cópula es similar a la del resto de los araneidos. El tamaño del macho es inferior al de la hembra y, por lo general, en el momento del apareamiento se le puede encontrar en las cercanías de la tela de la hembra. La estructura del bulbo copulador del macho es compleja y la del epiginio de la hembra es simple. El macho fabrica una tela adjunta a la de la hembra y, posteriormente, se sitúa en la tela de esta última y realiza movimientos que le indican a la hembra que no se trata de una presa potencial. Después de estos movimientos, la hembra adopta una posición receptiva y el macho se sitúa encima de ella, a la altura del abdomen, donde se encuentra la genitalia. Luego, el macho deposita el esperma en la abertura genital. Estas maniobras por lo general duran mucho tiempo[¿cuántos?]. Se cree que el macho realiza más de un cortejo y una cópula con la hembra.[cita requerida]

## Ciclo de vida
La araña panadera completa su ciclo de vida en un año. Su saco de huevos es ovalado, aplanado, de color dorado (a veces verde) y presenta una banda longitudinal central verduzca.

## Alimentación
Para cazar, la hembra se ubica en el centro de la tela y ante cualquier vibración se desplaza hacia su origen. Las presas capturadas pueden ser moscas, mariposas, abejones y otros tipos de animales.
Si la vibración no fue causada por un insecto apto para su consumo, podrá dárselo a sus crías, si es apto para el consumo de estas, o lo tirará al suelo

## Comportamiento

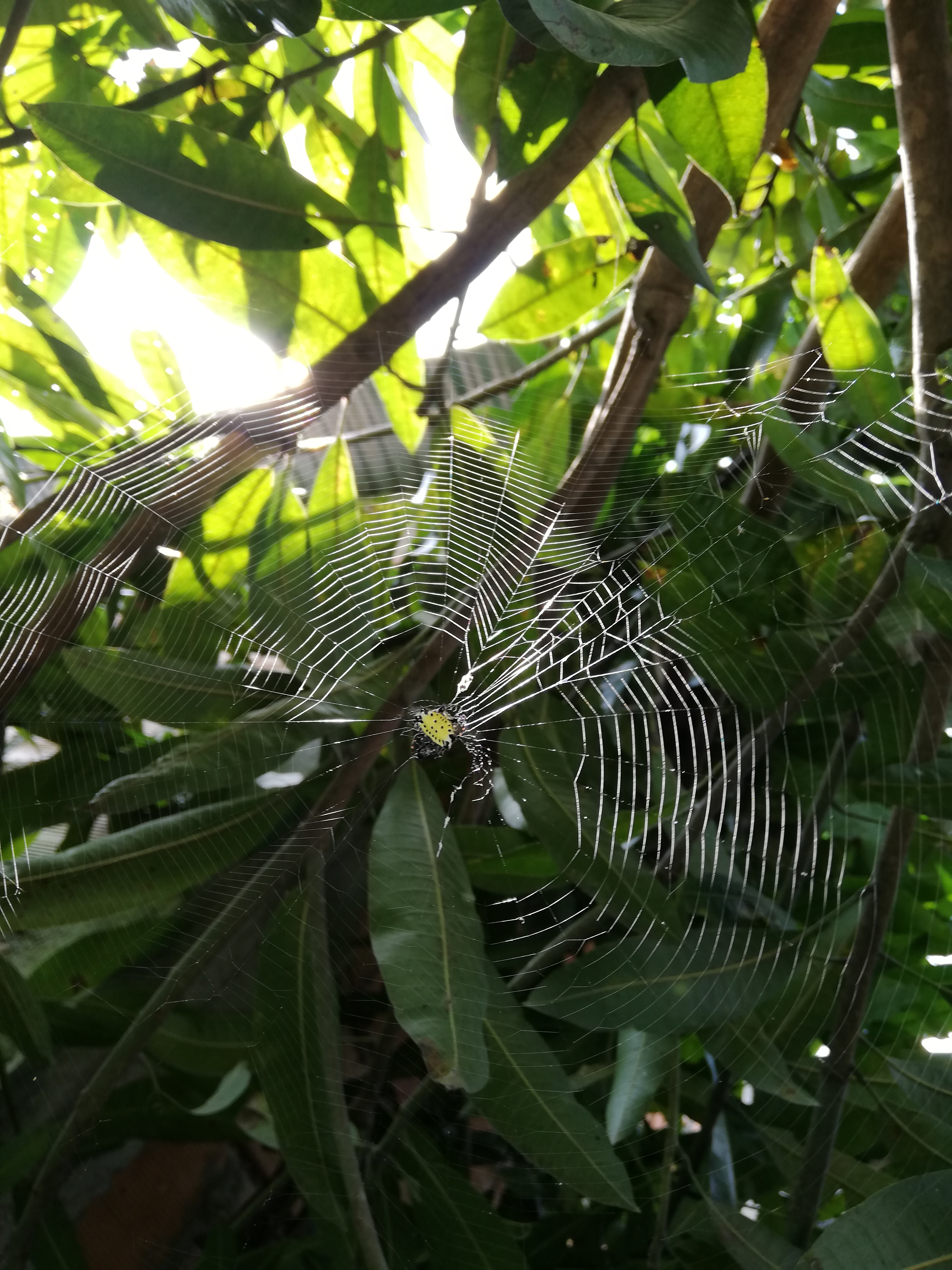
Telaraña de Gasteracantha cancriformis en zonas rurales de Ibagué, Colombia.

La hembra teje telas levemente inclinadas entre la vegetación. En ocasiones es posible observar al macho en una tela adjunta a la de la hembra o bien acompañándola en la misma tela. Las telas de la hembra poseen de 10 a 30 líneas espirales y se expande de 30 a 60 cm de largo. Esta araña tiende a dirigirse hacia la vegetación cercana cuando es molestada como mecanismo de protección. También se ha observado a esta araña adhiriendo su saco de huevos al envés de hojas de plantas cercanas a la tela, raras veces la araña pone el saco de huevos colgando de su tela[cita requerida].

## Relaciones
Existen parasitoides y depredadores de huevos, ambos son insectos de los órdenes Diptera e Hymenoptera. En un estudio realizado en plantaciones de cítricos en Florida, se recolectaron 216 sacos de huevos con parasitoides. Estos fueron identificados como Phalacrotophora epeirae (Phoridae) y Arachnophaga ferruginea (Eupelmidae).[cita requerida]

## Demografía y conservación de población
En ciertas épocas del año[¿cuál?] es posible observar más individuos que en otras. Esto podría deberse a que, por su largo proceso de maduración (alrededor de un año), llega un momento en que hay mayor número de adultos que son fáciles de observar [cita requerida].

## Distribución geográfica
Especie muy común en algunos países americanos[¿cuál?]. En Costa Rica es frecuente en los cafetales del Valle Central, además ha sido encontrada en Guanacaste y Osa. Su rango altitudinal va aproximadamente entre los 0 a los 1.300 m s. n. m. También se las puede encontrar en Perú: Trujillo (Cerro Campana), los distritos de Callao, Huaral, Lurin y chorrillos en Lima, así como en Chepén - La Libertad. Se pueden localizar pocas de estas en México (Sonora, Guerrero, Colima, Nuevo León, Tamaulipas, Morelos, Puebla, Veracruz, Oaxaca,Tabasco, Yucatán y Quintana Roo, Baja California Sur y Chiapas), Cuba (La Habana), Ecuador (Santo Domingo), Honduras (Cortés, Francisco Morazán, Atlántida, y Colón), Guatemala (Alta Verapaz, Tejar, Chimaltenango, Petén), Chile, El Salvador y Nicaragua. En Colombia también se han visto algunos de estos ejemplares en Meta-Restrepo biólogos de la Universidad de La Salle fueron los que las avistaron[cita requerida]. Así mismo se han encontrado en ciudades como Cali también en los departamentos de Antioquia y Huila, específicamente al sur del municipio de Pitalito, vereda San Francisco, finca Villa Florida, Nariño en el Municipio de chachagüí finca Villavispa a 1.980 m s. n. m. y se han visto también en la costa atlántica colombiana. Suele habitar en pequeños arbustos, ubicados en los jardines que adornan la ciudad. También se puede ver en el sur de La Florida, Estados Unidos, específicamente en Miami Beach.
Se han visto también en ciertos lugares de República Dominicana (La Vega). Aunque también han sido observadas en las zonas rurales de Puerto Rico.

## Galería

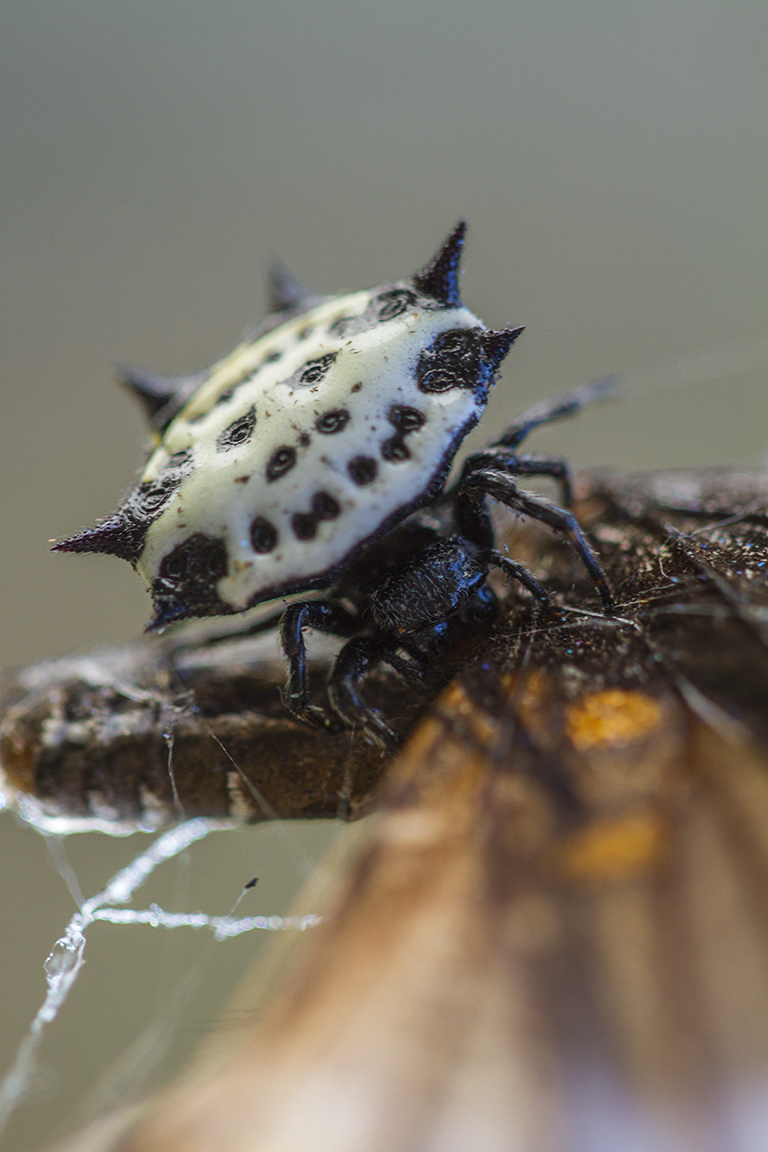
Comiendo una mariposa
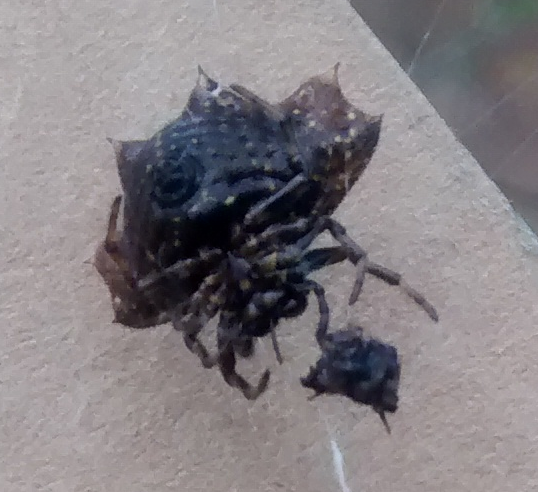
Vista ventral, con hileras visibles
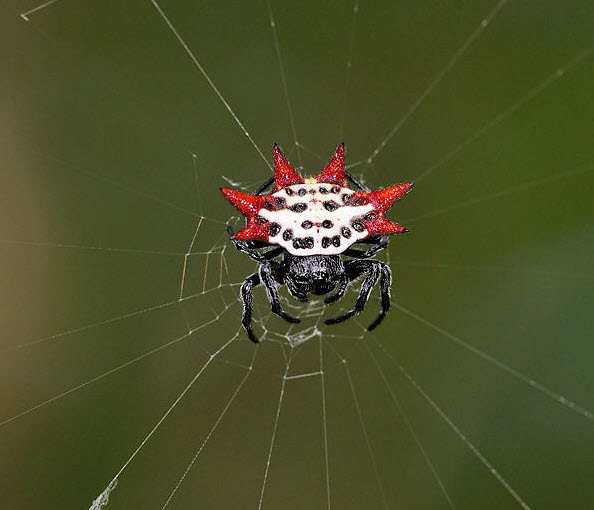
En Miami
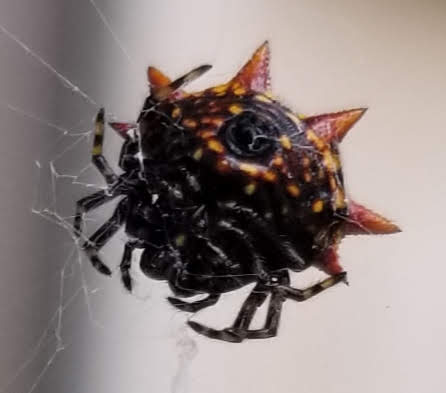
En Miami Lakes
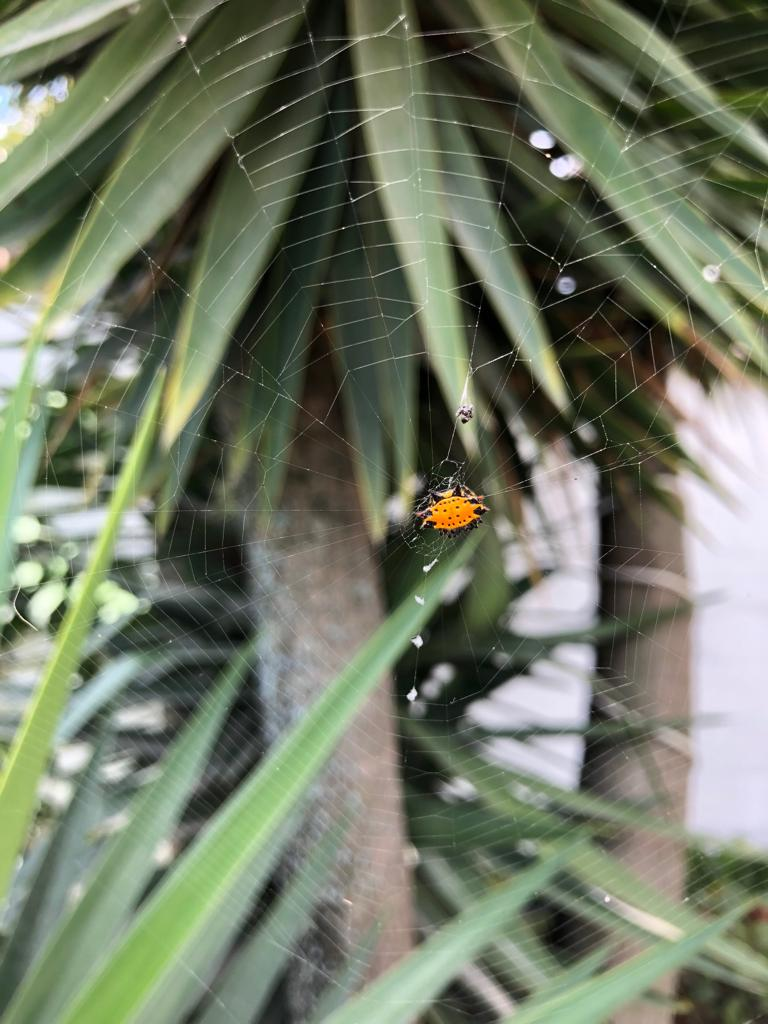
En Ecuador
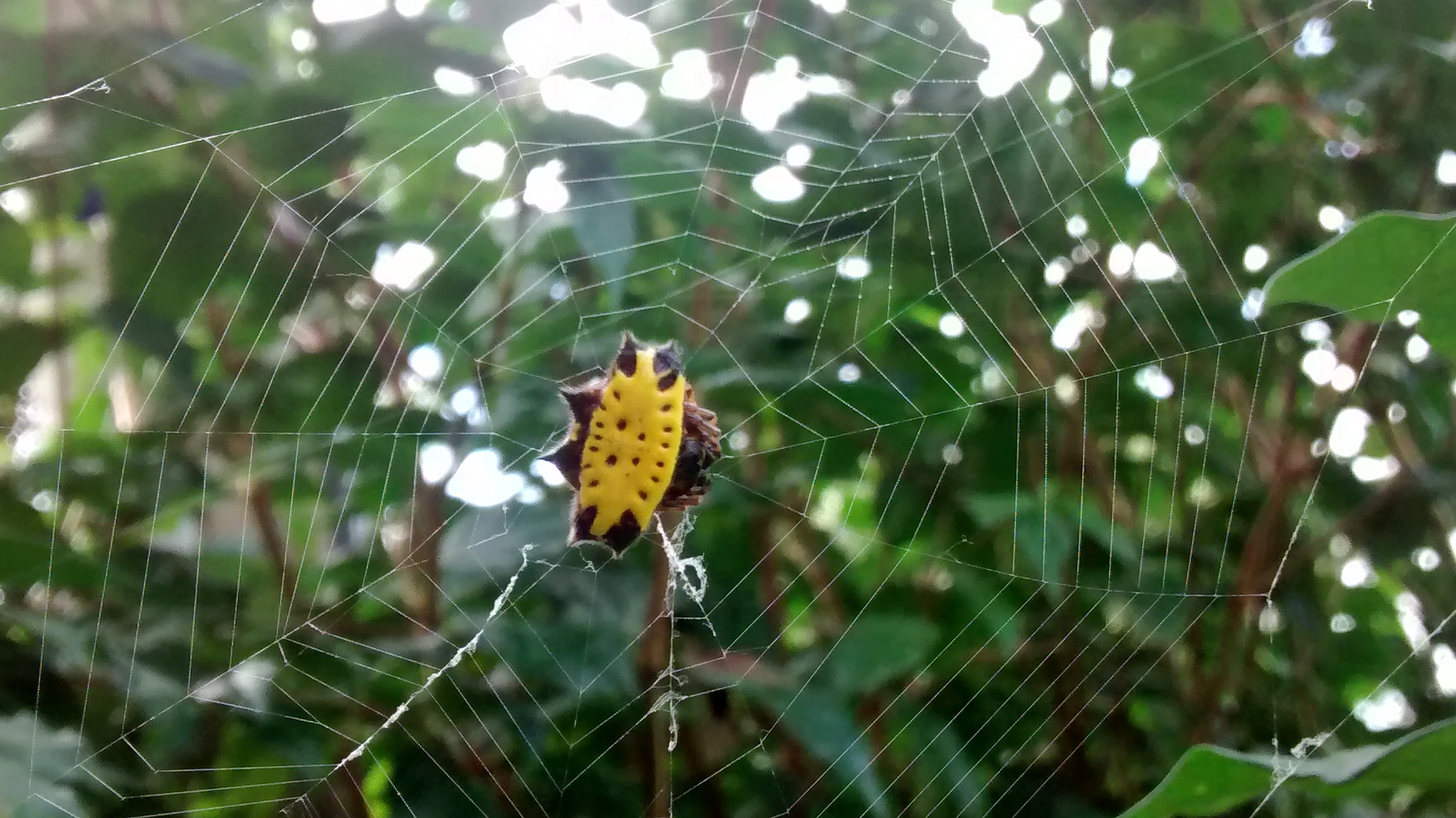
En Novo Hamburgo (población del sur de Brasil), con especial atención a la telaraña
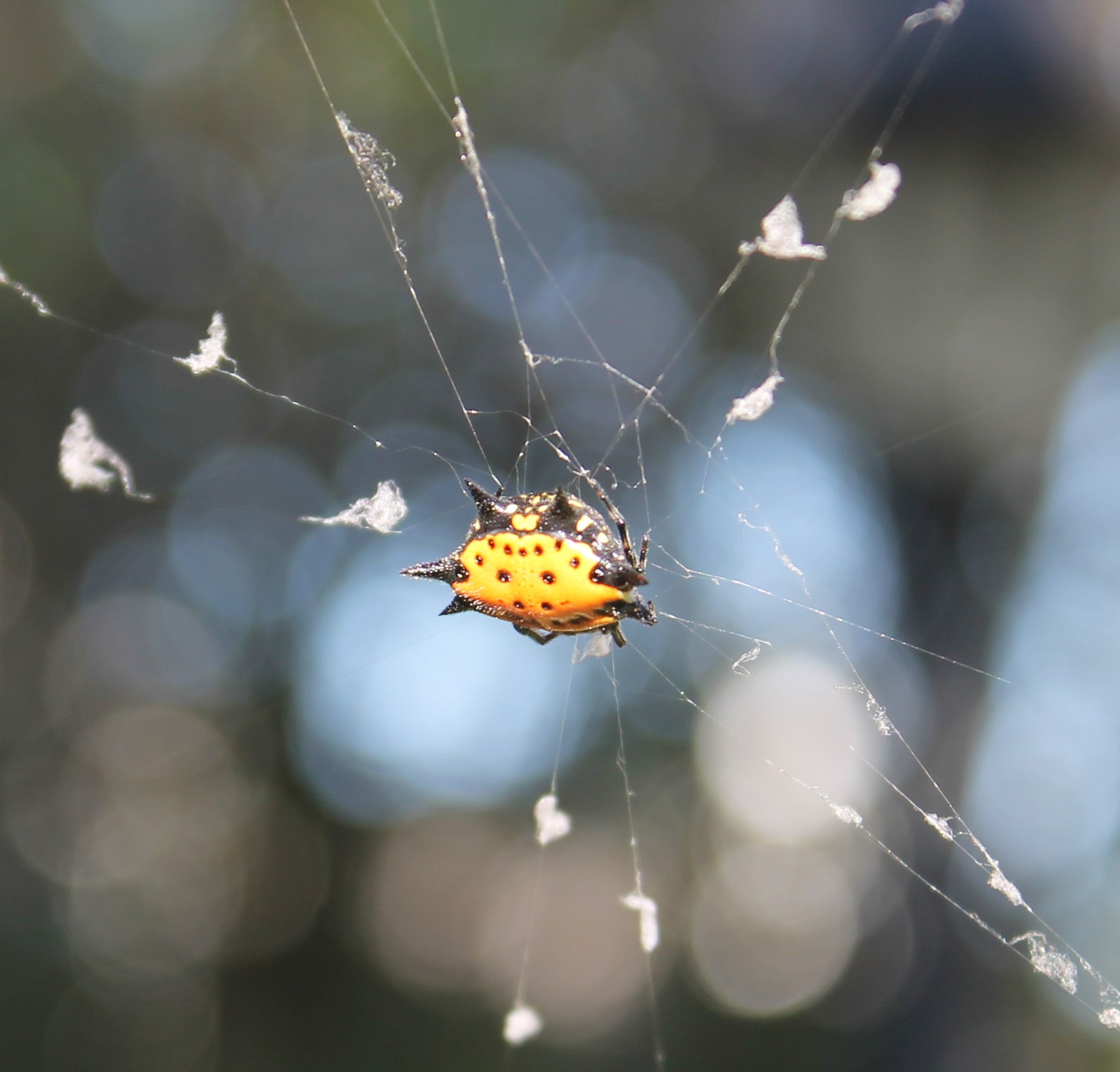
En una telaraña con mechones en Houston
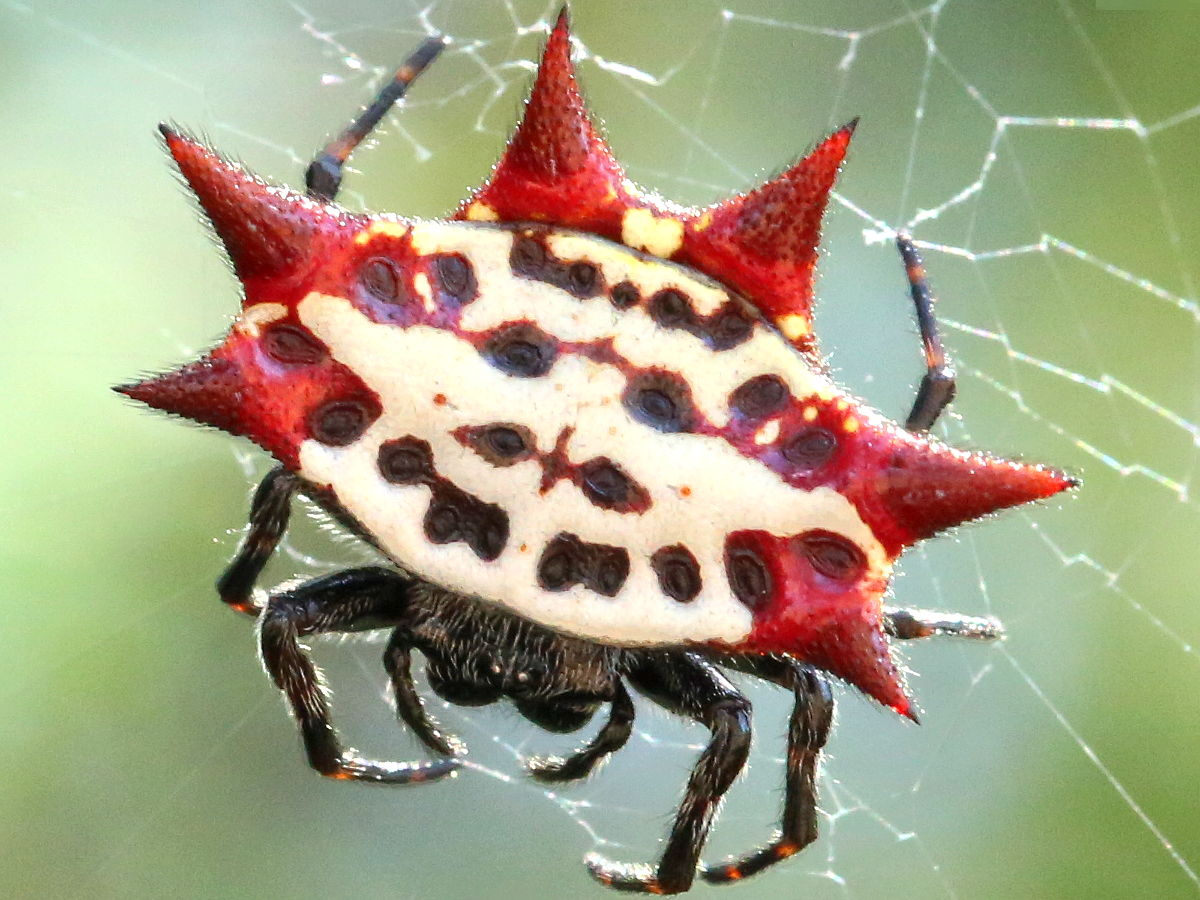
En Molokai, Hawái
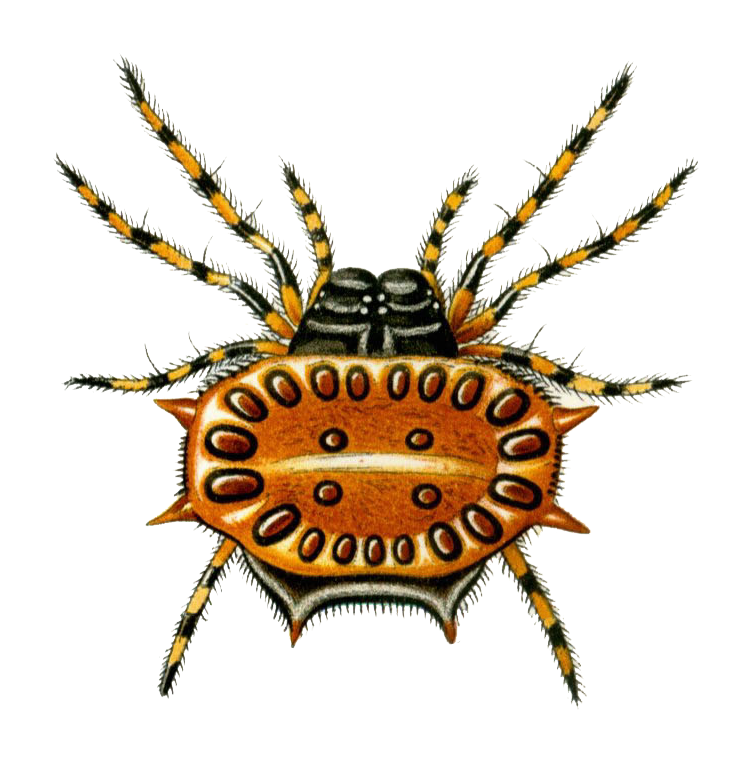
En Kunstformen der Natur